# 1670
- Wikisource

| Calendário gregoriano                                                        | 1670 MDCLXX                         |
| Ab urbe condita                                                              | 2423                                |
| Calendário arménio                                                           | 1119 – 1120                         |
| Calendário bahá'í                                                            | -174 – -173                         |
| Calendário budista                                                           | 2214                                |
| Calendário chinês                                                            | 4366 – 4367 Início a 21 de janeiro  |
| Calendário copta                                                             | 1386 – 1387                         |
| Calendário etíope                                                            | 1662 – 1663                         |
| Calendários hindus - Vikram Samvat - Calendário nacional indiano - Cáli Iuga | 1725 – 1726 1591 – 1592 4770 – 4771 |
| Calendário Holoceno                                                          | 11670                               |
| Calendário islâmico                                                          | 1081 – 1082                         |
| Calendário judaico                                                           | 5430 – 5431                         |
| Calendário persa                                                             | 1048 – 1049                         |
| Calendário rúnico                                                            | 1920                                |
| Calendário solar tailandês                                                   | 2213                                |

1670 (MDCLXX, na numeração romana) foi um ano comum do século XVII do actual Calendário Gregoriano, da Era de Cristo, e a sua letra dominical foi E (52 semanas), teve início a uma quarta-feira e terminou também a uma quarta-feira.
| Ano completo                        |
| ----------------------------------- |
| Ano comum com início à quarta-feira |

## Eventos
- Os ingleses conquistaram a Jamaica.
- Criação do primeiro assentamento inglês no atual estado da Carolina do Sul, Estados Unidos.

## Nascimentos
- 22 de março - José Freire Monterroio Mascarenhas (m 1760), jornalista português, fundador da Gazeta de Lisboa.

## Mortes
- 16 de Março - Johann Rudolf Glauber, alquimista e químico alemão.
- 30 de julho - Henriqueta Ana de Inglaterra, princesa de Inglaterra (n. 1644).
- 15 de novembro - João Amos Coménio, pastor e reformador protestante, pedagogo, autor da "Didactica Magna" (n. 1592).

## Por tema
- 1670 na literatura